# ESL One Rio Major 2020
ESL One: Rio Major 2020 měl být 16. CS:GO Major ve hře Counter-Strike: Global Offensive a první Major roku 2020. Major se měl původně konat od 11. do 24. května, ale kvůli rychle se šířícímu covidu-19 v Brazílii byl 23. března odložen na podzimní termín Majoru. Turnaj byl zrušen 9. září. V důsledku zrušení druhého Majoru 2020 měl být na turnaji vypsán prizepool ve výši 2 000 000 americký dolarů .

## Pozadí
Counter-Strike: Global Offensive je multiplayerová střílečka z pohledu první osoby vyvinutá společnostmi Hidden Path Entertainment a Valve Corporation. Jedná se o čtvrtou hru ze série Counter-Strike. V profesionální hře Counter-Strike: Global Offensive jsou nejprestižnějšími turnaji Majory sponzorované společností Valve.
Obhájci titulu Major byli Astralis, kteří vyhráli svůj čtvrtý major šampionát v Berlínu 2019.

## Mapy
- Dust II
- Mirage
- Inferno
- Nuke
- Train
- Overpass
- Vertigo